# 成功路 (橋頭區)
成功路（Cheng-gong Rd.）是高雄市橋頭區的南北向重要幹道，本道路屬於台1線縱貫公路，由北至南分成功北路、成功路及成功南路。起端接岡山區岡山南路，末端於楠梓區界接高楠公路續行南下。為橋頭區來往岡山、楠梓及高雄市區的重要道路。

## 行經行政區域
- 橋頭區

## 分段
成功路共分成三個部分，屬台1線：
- 成功北路：北起於岡山、橋頭區交界接岡山南路，南於新興路、橋頭路口接成功路。
- 成功路：北於新興路、橋頭路口接成功北路，南於仕隆路口接成功南路。
- 成功南路：北於仕隆路口接成功路，南止於橋頭、楠梓區交界續接高楠公路。

## 沿線設施
(由北至南)
- 橋子頭橋
- 福壽實業股份有限公司高雄廠
- 台灣中油加油站橋頭站
- 橋頭老街
- 柏華大飯店
- 展燕庭漫畫休閒概念館橋頭店
- 慶鴻遊覽汽車交通股份有限公司
- 良華牙醫診所
- 高雄市政府警察局岡山分局橋頭分駐所
- 高雄橋頭太成肉包
- 橋頭區公有第一市場
- 丹丹漢堡橋頭店
- 燦坤3C橋頭店
- 全聯福利中心橋頭店
- 橋頭新市鎮

## 公車資訊
- 高雄客運
  - 98 高雄大學－橋頭車站－捷運青埔站－國立高雄第一科技大學－義大醫院
  - 8015 臺鐵岡山車站（捷運岡山車站）－海青工商
  - 8041C 鳳山－澄清湖－岡山－茄萣站
  - 8046A 高鐵左營站－文藻外語大學－岡山－路竹－嘉南藥理大學－台南火車站
  - 8046B 高鐵左營站－岡山－路竹－嘉南藥理大學－台南火車站
  - 8049 崗山頭－岡山－楠梓－澄清湖－高雄客運鳳山站
  - 紅72 捷運岡山高醫站－梓官區公所
  - 紅75 捷運岡山高醫站－彌陀－安樂宮
  - 紅76 捷運岡山高醫站－彌陀－永安國小
- 港都客運
  - 紅71C 加昌站－捷運岡山高醫站
- 義大客運
  - 8506 義大世界－臺鐵岡山車站（捷運岡山車站）

## 公共自行車
- 高雄市公共自行車租賃系統：
  - 成功南橋新六路口：成功南路/橋新六路(西南側)
  - 成功南經武路口：成功南路/經武路(西北側)

## 相關連結
- 高雄市主要道路列表